# Sebastian Kurtenbach
Sebastian Kurtenbach (* 10. April 1987 in Köln) ist Professor für Politikwissenschaft/Sozialpolitik an der Fachhochschule Münster und Privatdozent an der Fakultät für Sozialwissenschaft der Ruhr-Universität Bochum.

## Leben
Kurtenbach studierte von 2006 bis 2010 Soziale Arbeit an der Hochschule Düsseldorf und von 2010 bis 2013 Sozialwissenschaft im M.A. Studienprogramm Stadt- und Regionalentwicklung an der Ruhr-Universität Bochum. Von 2013 bis 2016 promovierte er an der Fakultät für Wirtschafts- und Sozialwissenschaften der Universität zu Köln zum Leben in herausfordernden Wohngebieten bei Jürgen Friedrichs und Clemens Kroneberg. Zudem war er 2016 als Visiting scholar an der Wayne State University Detroit.
Von 2016 bis 2018 war er als wissenschaftlicher Mitarbeiter am Institut für interdisziplinäre Konflikt- und Gewaltforschung (IKG) der Universität Bielefeld beschäftigt. Dort forschte er zu Jugendgewalt sowie zur Ausgrenzung Geflüchteter. Von 2018 bis 2021 vertrat er Aladin El-Mafaalani auf der Professur für Politikwissenschaft/Sozialpolitik der Fachhochschule Münster, auf welche er 2021 berufen wurde. Im selben Jahr habilitierte er sich an der Fakultät für Sozialwissenschaft der Ruhr-Universität Bochum mit einer Venia legendi in Soziologie, insbesondere Stadt und Migration.
Kurtenbach war von 2016 bis 2020 Vorstandsmitglied des Research Network 37 – Urban Sociology der European Sociological Association und seit 2021 Teil des Sprecherteams der Sektion Stadt- und Regionalsoziologie der Deutschen Gesellschaft für Soziologie und seit 2023 Co-Sprecher. Er war von 2021 bis 2023 Associate Editor des European Journal of Criminology. Ebenfalls von 2021 bis 2023 war er Vorstandsmitglied im Rat für Migration. Von 2017 bis 2019 war er Mitglied im kleinen Konvent der Schader-Stiftung und von 2018 bis 2021 Beiratsmitglied des Deutschen Instituts für Community Organizing (DICO). Er ist Mitglied im Zentrum für interdisziplinäre Regionalforschung (ZEFIR) der Ruhr-Universität Bochum sowie Mitglied des Instituts für Gesellschaft und Digitales (GUD) der FH Münster und wissenschaftlicher Direktor des Instituts für Wohnungswesen, Immobilienwirtschaft, Stadt- und Regionalentwicklung (InWis), einem An-Institut der Ruhr-Universität Bochum.
Kurtenbach arbeitet zu Fragen der Stadt-, Migrations- und Konfliktforschung. Im Mittelpunkt stehen Kontexteffekte aber auch wie sich Ankunftsgebiete entwickeln. Hierzu hat er vor allem zur armutsgeprägten Zuwanderung aus Rumänien und Bulgarien publiziert. Ein weiterer Arbeitsschwerpunkt liegt auf der Untersuchung von Nachbarschaft, vor allem in Bezug auf Digitalisierung. Ebenso leitet er Studien zur Erklärung und Prävention von Radikalisierung.
Sein Buch Kinder: Minderheit ohne Schutz wurde 2025 für den Deutschen Sachbuchpreis nominiert.

## Schriften (Auswahl)
- El-Mafaalani, Aladin, Kurtenbach, Sebastian, Strohmeier, Klaus Peter: Kinder: Minderheit ohne Schutz, Kiepenheuer & Witsch, Köln 2025, ISBN 978-3-462-00752-7.
- S. Kurtenbach: Soziologie der Nachbarschaft. Campus, Frankfurt a. M., 2024. ISBN 978-3-593-45672-0.
- S. Kurtenbach: ‘I fear only the neighbourhood and the Lord!’ Youth violence in marginalized spaces. In: European Journal of Criminology. Vol. 20, Nr. 1, 2023, S. 3–19.
- S. Kurtenbach, S. Zdun, S. Howell, M. Zaman, A. Rauf: Global Street Code. A cross-cultural perspective on youth violence. In: Deviant Behavior. Band 42, Nr. 2, 2021, S. 171–192.
- Rolf Heinze, Sebastian Kurtenbach, Jan Üblacker (Hrsg.): Digitalisierung und Nachbarschaft. Erosion des Zusammenlebens oder neue Vergemeinschaftung. Nomos, Baden-Baden 2019, ISBN 978-3-8487-5093-1.
- Wilhelm Heitmeyer, Simon Howell, Sebastian Kurtenbach, Abdul Rauf, Muhammad Zaman, Steffen Zdun: Youth Violence: A Cross-Cultural Comparison in Germany, South Africa, and Pakistan. Springer International, New York City 2019.
- S. Kurtenbach: Kein Platz für Flüchtlinge? Eine empirische Untersuchung der Ausgrenzung Geflüchteter am Beispiel der Stadt Bautzen. In: Raumforschung und Raumordnung. Band 77, Nr. 4, 2019, S. 1–16. (d-nb.info)
- Sebastian Kurtenbach: Ausgrenzung Geflüchteter. Eine empirische Untersuchung am Beispiel Bautzen. VS Verlag für Sozialwissenschaften, Wiesbaden 2018, ISBN 978-3-658-21798-3.
- Sebastian Kurtenbach: Leben in herausfordernden Wohngebieten. Das Beispiel Köln-Chorweiler. VS Verlag für Sozialwissenschaften, Wiesbaden 2017, ISBN 978-3-658-16852-0.

## Belege
1. ↑  Prof. Dr. rer. pol. habil. Sebastian Kurtenbach. FH Münster, abgerufen am 11. Mai 2022.
2. ↑  Sozialwissenschaft, Lehrende. RU Bochum, abgerufen am 11. Mai 2022.
3. ↑  Sektion Stadt- und Regionalsoziologie – der Deutschen Gesellschaft für Soziologie. Abgerufen am 21. August 2023 (deutsch).
4. ↑  Editorial board des European Journal of Criminology. Abgerufen am 21. August 2023.
5. ↑  Das wissenschaftliche Direktorium von InWIS. Abgerufen am 10. Februar 2025.
6. ↑  Curriculum vitae. Sebastian Kurtenbach, abgerufen am 11. Mai 2022.
7. ↑  Westfälische Nachrichten, 14. Juni 2025.

| Personendaten    | Personendaten                                       |
| ---------------- | --------------------------------------------------- |
| NAME             | Kurtenbach, Sebastian                               |
| KURZBESCHREIBUNG | deutscher Sozialwissenschaftler und Hochschullehrer |
| GEBURTSDATUM     | 10. April 1987                                      |
| GEBURTSORT       | Köln                                                |